# Jedinghagen
Jedinghagen ist eine Ortschaft in der Gemeinde Marienheide im Oberbergischen Kreis, Nordrhein-Westfalen.

## Lage
Der Ort liegt fünf Kilometer südwestlich vom Gemeindezentrum im Leppetal.

## Geschichte
Der Ort wurde erstmals am 4. Mai 1467 urkundlich erwähnt, als „Heyne van Jeidinckhagen“ Geschworener am Hochgericht von Neustadt war.
Bis zum Ende des 19. Jahrhunderts trug der Ort den Namen Gedinghagen, welcher aber im Laufe der Zeit durch die Aussprache im Plattdeutschen zur heutigen Schreibweise abgewandelt wurde. Das älteste noch erhaltene Haus im Ort stammt aus dem Jahre 1607.
Das Dorf Jedinghagen gehörte bis zum Jahr 1806 zur Reichsherrschaft Gimborn-Neustadt. Nach seiner Zugehörigkeit zum Großherzogtum Berg (1806–1813) und einer provisorischen Übergangsverwaltung kam die Region aufgrund der auf dem Wiener Kongress getroffenen Vereinbarungen 1815 zum Königreich Preußen. Unter der preußischen Verwaltung gehörte der Ort zunächst zum Kreis Gimborn (1816–1825) und danach zum Kreis Gummersbach in der Rheinprovinz. Im Jahr 1843 hatte Jedinghagen 133 Einwohner, die in 28 Häusern wohnten. Das oben abgebildete Fachwerk-Doppelhaus Zum Acker 1/3 ist ein eingetragenes Baudenkmal der Gemeinde Marienheide und stammt vermutlich aus dem 18. Jahrhundert.

## Freizeit

### Vereinswesen
- Dorfgemeinschaft Jedinghagen e. V.

### Wander- und Radwege
Durch Jedinghagen führen folgende Rundwanderwege:
| Rund-/Wanderweg | Wegzeichen | Wegstrecke | Weglänge |
| Rundwanderweg   | A3         | Gimborn – Grunewald – Dürhölzen – nördlich Jedinghagen – Gimborn                                                      | 6,1 km   |
| Rundwanderweg   | A4         | Gimborn – Grunewald – südlich Siemerkusen – Winkel – Hütte – Dürhölzen – Jedinghagen – nördlich Erlinghagen – Gimborn | 9,5 km   |

## Bus und Bahnverbindungen

### Linienbus
Haltestelle: Hütte
- 307 Richtung Frielingsdorf – Lindlar
- 307 Richtung Gummersbach Bf
- 308 Richtung Frielingsdorf – Engelskirchen
- 308 Richtung Marienheide